# Oltipraz
L'oltipraz est un composé organique nitré et soufré utilisé comme schistosomicide (en), c'est-à-dire antiparasitaire contre les schistosomes (bilharziose).
Il est aussi utilisé dans la prévention de tumeurs.